# نيث بويس
نيث بويس (بالإنجليزية: Neith Boyce)‏ (21 مارس 1872، فرانكلين في الولايات المتحدة - 2 ديسمبر 1951 في الولايات المتحدة)؛ روائية أمريكية.